# Chugiak
Chugiak är ett kommunfritt område i Alaska i USA. Det är beläget i Anchorage kommun.